# Рајко Брежанчић
Рајко Брежанчић (Власеница, 21. август 1989) је српски фудбалер. Игра на позицији левог бека.

## Клупска каријера
Поникао је у Радничком из Нове Пазове одакле 2002. године прелази у Партизан. Прошао је млађе категорије Партизана а професионални уговор са црно-белима је потписао 1. јуна 2007. године.  Био је на позајмицама у Телеоптику и Бежанији да би се у јануару 2009. вратио у Партизан. Одиграо је седам првенствених утакмица током другог дела сезоне 2008/09. и био је део тима који је освојио дуплу круну. Одиграо је још три првенствене утакмице током првог дела сезоне 2009/10. да би за други сезоне поново био позајмљен Телеоптику.
У лето 2010. године потписује уговор са Металцем из Горњег Милановца. За Металац је током јесењег дела сезоне 2010/11. одиграо седам суперлигашких утакмица. За пролећни део сезоне је позајмљен екипи Бежаније. У лето 2011. је и потписао уговор са Бежанијом и у овом клубу је провео наредне три сезоне играјући у Првој лиги Србије.
У лето 2013. године прелази у београдски Чукарички. У сезони 2013/14. је одиграо 29 суперлигашких утакмица, а у наредној 2014/15. сезони је одиграо исти број утакмица а Чукарички је завршио сезону на трећем месту, уз историјски успех – освајање Купа Србије. Уврштен је у идеални тим Суперлиге за сезону 2014/15. И сезону 2015/16. је почео у екипи Чукаричког (одиграо три утакмице у лиги), али је почетком августа 2015. године потписао трогодишњи уговор са холандским прволигашем АЗ Алкмаром. У холандском клубу је током сезоне 2015/16. одиграо само осам првенствених сусрета, а забележио је још по две утакмице у Купу и Лиги Европе.
Крајем августа 2016. године потписује уговор са шпанским друголигашем Уеском. Био је стандардан у тиму Уеске у прве две сезоне, и са клубом је у сезони 2017/18. изборио пласман у Примеру. Ипак након уласка клуба у највиши ранг, Брежанчић је изгубио место у тиму па је током јесењег дела сезоне 2018/19. одиграо само један првенствени сусрет. У јануару 2019. прелази у шпанског друголигаша Малагу, где није одиграо ниједну утакмицу током пролећног дела шампионата 2018/19.
У јулу 2019. године се вратио у Партизан.

## Репрезентација
Брежанчић је био члан репрезентације Србије и Црне Горе која се 2006. године такмичила на Европском првенству до 17. година. Такође је био члан репрезентације Србије до 19 година у неуспешним квалификацијама за Европско првенство до 19 година 2008. године. У јануару 2009. године је био члан репрезентације Србије до 20 година која је играла на пријатељском турниру у Катару.
Деби за младу репрезентацију Србије је имао 7. јуна 2009. у пријатељској утакмици против Македоније у којој је Србија славила са 4:1. Био је члан младе репрезентације на Европском првенству до 21. године 2009. у Шведској, али није одиграо ниједан меч на првенству. Свој други меч за младу репрезентацију је имао 11. августа 2009. у пријатељском мечу против Израела који је Србија добила са 1:0. Трећи и последњи меч за младу селекцију је имао 26. маја 2010. у поразу од Румуније (1:3) пријатељској утакмици.

## Трофеји

### Партизан
- Суперлига Србије (1) : 2008/09.
- Куп Србије (1) : 2008/09.

### Чукарички
- Куп Србије (1) : 2014/15.